# Walter Kleint
Otto Walter Kleint (* 3. Februar 1896 in Leipzig; † nach 1945) war ein deutscher Pädagoge und Schulrat.

## Leben und Wirken
Nach dem Gymnasialabschluss 1914 an der Thomasschule Leipzig nahm er an der Universität Leipzig ein Studium der Geschichte und Germanistik auf. Er wurde Mitglied der Burschenschaft Suevia Leipzig im ADB. Durch den Ausbruch des Ersten Weltkrieges zog er ins Feld und wurde während des Kriegs zum Offizier befördert. Nach Kriegsende setzte er sein Studium fort und promovierte 1920 zum Dr. phil. Das Thema seiner Dissertation lautete Die Beziehungen Rumäniens zum Dreibunde 1912–1914. 1921 legte er die Prüfung für das höhere Lehrfach in Deutsch, Geschichte und Geographie ab. Seine Vorbereitungsdienst als Lehrer leistete er an der Thomasschule in Leipzig und am Realgymnasium in Zwickau. Nach der Ernennung zum Assessor wurde er Studienrat. Als solcher erhielt er 1927 eine Anstellung am Vitzthum'schen Gymnasium in Dresden. Nach der „Machtergreifung“ der Nationalsozialisten wurde er, der bereits zum 25. Juli 1925 der NSDAP beigetreten war (Mitgliedsnummer 12.191), im März 1933 zum Vorsitzenden des Sächsischen Philologenvereins berufen. In der NSDAP war er Vorsitzender der Fachschaft „Höhere Schule“. Für den Freistaat Sachsen gab er eine entsprechende Fachzeitschrift heraus. Bereits im Mai 1933 überführte Kleint als der bisherige 1. Vorsitzende des Philologenvereins und Gaufachschaflsleiter im Nationalsozialistischen Lehrerbund diesen Verein in den nationalsozialistischen Lehrerbund (NSLB).
Infolge der Ernennung von Wilhelm Hartnacke zum Volksbildungsminister im Freistaat Sachsen übernahm Kleint im Mai 1933 die freigewordene Stelle des Stadtschulrates in Dresden. Kurz darauf wurde er als Ministerialrat für die höheren Schulen Sachsens ins Ministeriums für Volksbildung berufen. Er blieb dort bis März 1935 tätig. 1934 wurde Kleint bis zu seinem Weggang aus dem Volksbildungsministerium zugleich die NAPOLA in Klotzsche unterstellt. Von 1935 bis Kriegsende wirkte er wiederum als Dresdner Stadtschulrat. 1945 wurde Kleint aus dem Staatsdienst entlassen.